# Серетень (Леовський район)
Серетень (рум. Sărăteni) — село в Леовському районі Молдови. Адміністративний центр однойменної комуни, до складу якої також входить село Вікторія.